# Попов Микола Васильович (режисер)
Попов Микола Васильович (17 січня 1907, с. Плоске Решетилівського району Полтавської області — 16 січня 1985, Черкаси) — один із засновників Черкаського обласного музично-драматичного театру ім. Т. Г. Шевченка, директор, художній керівник, головний режисер і актор театру. Заслужений артист УРСР.

## Життєпис
Навчався в початковій, потім у трудовій школі.
З 1924 по 1927 рік — на фізико-математичному факультеті Інституту народної освіти (ІНО) в м. Полтаві. Після закінчення інституту з 1927 по 1929 рік навчався в театральній студії при Першому українському драматичному театрі ім. Т. Г. Шевченка (нині Дніпровський академічний український музично-драматичний театр імені Тараса Шевченка ) на акторському факультеті. Працював в цьому ж театрі як актор-студієць. Трудову діяльність розпочав у 1925 році, ще будучи студентом інституту. З 1929 по 1931 — актор і помічник режисера пересувного театру ім. 10 річчя ЛКСМУ на Донбасі. У 1931—1932 роках — актор і режисер Червоноградського пересувного робітничо-колгоспного театру Полтавської області.
У 1933 році закінчив режисерські курси при Народному комісаріаті освіти УСРР в місті Харкові під керівництвом Леся Курбаса. З 1934 по 1936 рік — актор і режисер Миколаївського українського драматичного театру, а з 1936 по 1937 рік — актор і режисер Вінницького українського драматичного театру. У 1937 році Попов переїжджає до Черкас, де спочатку працює актором, потім головним режисером (1938—1941), а з 1940 року і аж до початку Великої Вітчизняної війни очолює драматичний театр ще й як директор.
У листопаді 1941 року Попов на службі в Червоній Армії в складі 242-ї стрілецької дивізії 30-ї армії Західного фронту. Брав участь в обороні Сталінграда, в битві на Курській дузі, форсуванні Дніпра, Яссо-Кишинівській операції, штурмі Будапешта, звільненні Австрії та Чехословаччини.
Після демобілізації в 1947 повертається до Черкас і очолює Черкаський театр ім. Т. Г. Шевченка як головний режисер і директор. Саме завдяки Попову в період з 1947 по 1954 рік, тобто до створення Черкаської області, театр зберігається як творча одиниця, переростаючи з пересувного робітничо-колгоспного театру в стаціонарний. У листопаду 1954 року театр отримує позитивні відгуки за результатами міжобласного огляду пересувних театрів України в м. Києві.
В цей час Попов плідно працює як головний режисер театру, безпосередній послідовник передачі традицій та ідей Курбаса на черкаській сцені. Серед його найбільш помітних робіт «Маруся Богуславка» М. Старицького, «Безталанна» і «Мартин Боруля» І. Карпенка-Карого, «Машенька» А. Афіногенова, «Багряна осінь» В. Собка, «Мораль пані Дульської» Г. Запольського, «Доки сонце зійде — роса очі виїсть» М. Кропивницького, «Калиновий гай» О. Корнійчука, «Земний рай» О. Василева, «Вибачте, коли будь ласка» А. Макайонка, «Брехун» К. Гольдоні.
Після утворення Черкаської області з лютого 1954 року по лютий 1956 року Попов був заступником начальника обласного управління культури.
З 1 лютого 1956 року і до кінця своїх днів Попов знову працює провідним актором і головним режисером Черкаського театру, що став під його керівництвом 1 вересня 1965 року обласним музично-драматичним ім. Т. Г. Шевченка.